# Joeropsis hamatilis
Joeropsis hamatilis là một loài chân đều trong họ Joeropsididae. Loài này được Kensley & Schotte miêu tả khoa học năm 2002.